# Huty
Gôtovany é um município da Eslováquia, situado no distrito de Liptovský Mikuláš, na região de Žilina. Tem 11,57 km² de área e sua população em 2018 foi estimada em 156 habitantes.

## Demografia
| Ano:        | 1994 | 2004   | 2014    | 2024    |
| ----------- | ---- | ------ | ------- | ------- |
| Broj ljudi: | 223  | 229    | 177     | 142     |
| Razlika:    |      | +2,69% | -22,70% | -19,77% |

| Ano:               | 2023 | 2024   |
| ------------------ | ---- | ------ |
| Número de pessoas: | 144  | 142    |
| Diferença:         |      | -1,38% |